# Маргарита Бурбон-Пармська
Маргарита Марія Тереза Генрієтта Пармська (італ. Margherita Maria Teresa Enrichetta, Principessa di Parma), ( 1 січня 1847 —  29 січня 1893) — пармська принцеса з династії Бурбонів, донька герцога Парми Карло III та французької принцеси Марії Терези, дружина герцога Мадридського Карлоса де Бурбона, короля Іспанії у престолонаслідуванні карлістів у 1868—1909 роках, короля Франції та Наварри у престолонаслідуванні легітимістів у 1887—1909 роках.

## Біографія
Народилась 1 січня 1847 року у місті Лукка. Стала первістком в родині принца Лукки Карло та його дружини Марії Терези д'Артуа, з'явившись на світ на початку другого року їхнього подружнього життя. Згодом сімейство поповнилося синами Роберто та Енріко й донькою Алісою.
Перші роки батьківського шлюбу були щасливими. У 1847 році батько Карло став герцогом Парми, але через революційні події наступного року родина була змушена виїхати до Англії. Оселилося сімейство в котеджі у Сурбітоні неподалік Лондона. У березні 1849 Карло II зрікся престолу на користь сина, і батько Маргарити став герцогом Парми та П'яченци. У серпні того ж року він в'їхав до Парми як новий правитель.
У 1853 році шлюб батьків фактично роспався, коли Карло почав з'являтися на напівофіційних прийомах з коханкою Еммою Гваданьї. Втім, у березні 1854 року він загинув, поранений на вулицях Парми невідомими. Матір заміж більше не виходила, ставши регентом при малолітньому Роберто. Маргариті на той час було 7 років.

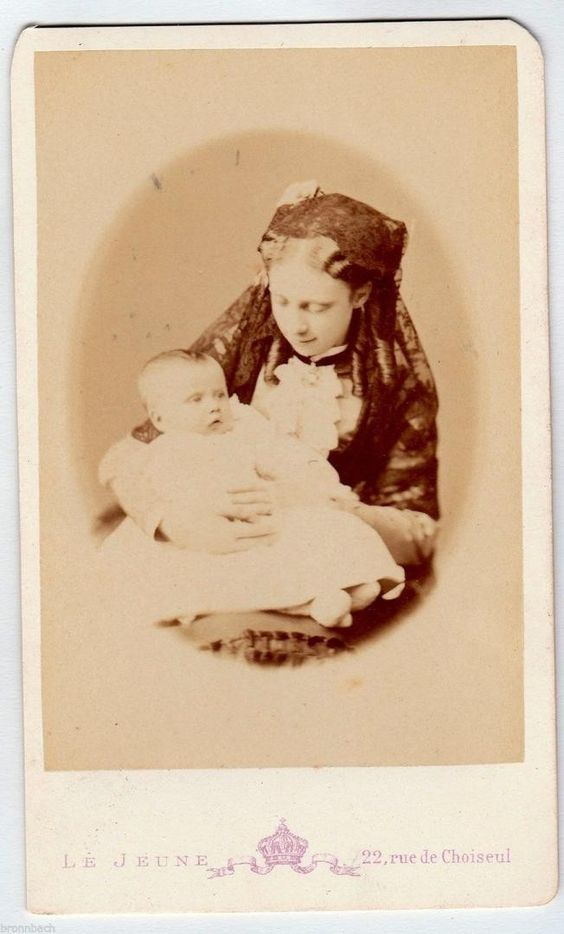
Світлина 1870 року

Внаслідок австро-італо-французької війни у 1859 році Роберто втратив трон. Марія Луїза виїхала з дітьми до Венеції. Втім, родина мала великі особисті статки, їм також належала вілла П'яноре у Камайоре, і вони могли дозволити собі розкішне життя. 
У віці 20 років Маргарита взяла шлюб із 28-річним доном Карлосом де Бурбоном. Весілля відбулося 4 лютого 1867 у замку Фрохсдорф в австрійському селищі Ланценкірхен, який належав графу де Шамбору. У подружжя народилося п'ятеро дітей.
Наступного року, після зречення батька, її чоловік став претендентом на трон Іспанії у престолонаслідуванні карлістів, а у 1887 році — претендентом на трон Франції та Наварри у престолонаслідуванні легітимістів. Герцогиня активно підтримувала претензії чоловіка.
Під час Третьої карлістської війни оселилася в По, звідки вона підтримувала діяльність Карлоса і організувала «La Caridad», благодійну організацію, відповідальну за створення кількох лікарень на півночі Іспанії. Це принесло їй захоплення та прихильність карлістів, які почали називати жінок цього руху «маргаритами». Після поразки у війні дон Карлос оселився в Парижі. До початку 1880-х років відносини між подружжям погіршувалися, частково спричинені численними зрадами чоловіка. У 1882 році пара роз'їхалася. Карлос оселився у Венеції, Маргарита — на віллі у В'яреджо, отриманій від бабусі Марії Терези.
Померла 29 січня 1893 року у В'яреджо. Була похована в усипальні Бурбонів в місцевій каплиці Сан-Карло.

## Нагороди
- Орден королеви Марії Луїзи (19 січня 1854) (Іспанія).

## Титули
- 1 січня 1847—4 лютого 1867 — Її Королівська Високість Принцеса Маргарита Пармська;
- 4 лютого 1867—29 січня 1893 — Її Королівська Високість Герцогиня Мадридська.

## Родина
Чоловік —  Карлос Молодший
Діти:
- Бланка (1868—1949) — дружина ерцгерцога Австрії Леопольда Сальватора, мала десятеро дітей;
- Хайме (1870—1931) — претендент на престоли Іспанії, Франції та Наварри, одруженим не був, дітей не мав;
- Ельвіра (1871—1929) — одружена не була, мала трьох позашлюбних синів від художника Філіпо Фольчі;[3]
- Беатріс (1874—1961) — дружина принца Ровіано Фабріцио Массімо, мала чотирьох дітей;
- Алісія (1876—1975) — була двічі одружена, мала десятеро дітей від обох шлюбів.